# Thede Dyrssen
Thede Julius Dyrssen, född den 9 augusti 1849 i Fänneslunda socken, Älvsborgs län, död den 7 december 1930 i Vinslövs församling, Kristianstads län, var en svensk militär. Han var bror till Gerhard, Gustaf och Wilhelm Dyrssen.
Dyrssen blev underlöjtnant vid Vendes artilleriregemente 1870, löjtnant 1875, kapten 1884, major 1896, överstelöjtnant 1902 samt överste och chef för regementet 1903. Han blev överste i I. arméfördelningens reserv 1911. Dyrssen blev riddare av Svärdsorden 1890, kommendör av andra klassen av samma orden 1905 och kommendör av första klassen 1910.